# خشونت علیه زنان در هند
| سال  | خشونت گزارش شده |
| ---- | --------------- |
| ۲۰۰۸ | ۱۹۵٬۸۵۶         |
| ۲۰۰۹ | ۲۰۳٬۸۰۴         |
| ۲۰۱۰ | ۲۱۳٬۵۸۵         |
| ۲۰۱۱ | ۲۲۸٬۶۵۰         |
| ۲۰۱۲ | ۲۴۴٬۲۷۰         |

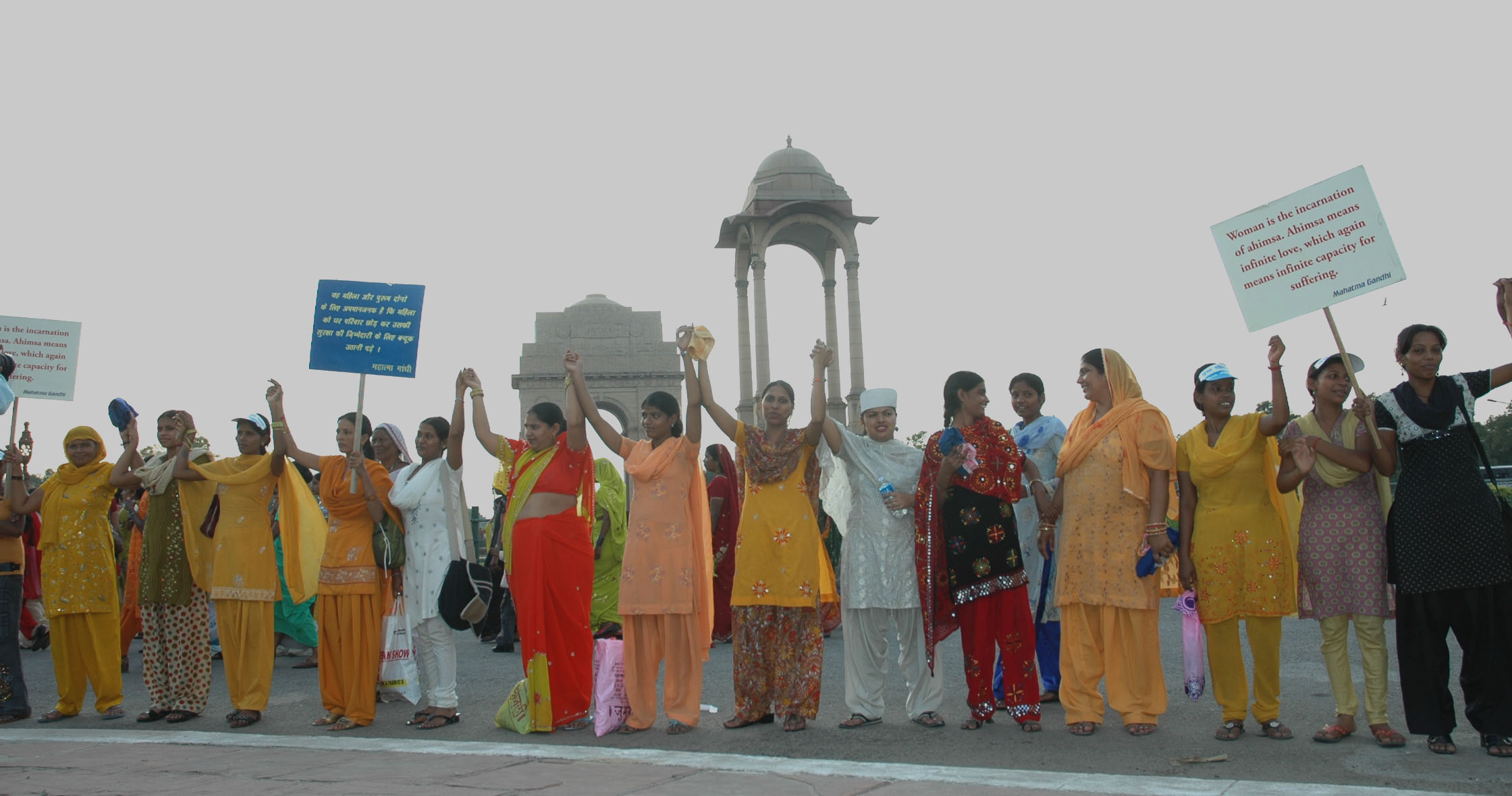
تشکیل زنجیره انسانی در دروازه هند توسط زنان از طبقات مختلف در راه اندازی کمپین ملی برای پیشگیری از خشونت علیه زنان، در دهلی نو در ۲ اکتبر ۲۰۰۹.

خشونت علیه زنان در هند به خشونت فیزیکی یا جنسی گفته می‌شود که معمولاً توسط یک مرد علیه یک زن انجام می‌شود. اشکال رایج خشونت علیه زنان در هند شامل اعمالی مانند آزار خانگی، تجاوز جنسی و قتل است. برای اینکه خشونت علیه زنان تلقی شود، این عمل باید صرفاً به دلیل زن بودن قربانی انجام شود. به‌طور معمول، این اعمال توسط مردان در نتیجه نابرابری‌های جنسیتی طولانی مدت موجود در کشور انجام می‌شود. این در واقع بیشتر از آن چیزی است که در نگاه اول به نظر می‌رسد، زیرا بسیاری از اشکال خشونت علیه زنان، جرم تلقی نمی‌شوند، یا ممکن است به دلیل برخی ارزش‌ها و باورهای فرهنگی هند گزارش نشده یا بدون سند باقی بمانند. این دلایل همگی به رتبه‌بندی شاخص نابرابری جنسیتی هند ۰٫۵۲۴ در سال ۲۰۱۷ کمک می‌کنند و آن را در ۲۰ درصد پایین‌ترین کشورهای رتبه‌بندی شده برای آن سال قرار می‌دهند.

## گستره
بر اساس گزارش اداره ملی سوابق جنایت هند، موارد گزارش شده جنایت علیه زنان در طول سال ۲۰۱۲ ۶٫۴ درصد افزایش یافته‌است و هر سه دقیقه یک جنایت علیه یک زن انجام می‌شود. طبق گزارش اداره ملی سوابق جرم، در سال ۲۰۱۱، بیش از ۲۲۸۶۵۰ مورد گزارش جنایت علیه زنان گزارش شده‌است، در حالی که در سال ۲۰۱۵، بیش از ۳۰۰۰۰۰ مورد گزارش شده‌است که افزایش ۴۴ درصدی را نشان می‌دهد. از زنانی که در هند زندگی می‌کنند، ۷٫۵٪ در بنگال غربی زندگی می‌کنند که ۱۲٫۷٪ از کل جرایم گزارش شده علیه زنان در آنجا اتفاق می‌افتد. آندرا پرادش ۷٫۳ درصد از جمعیت زنان هند را در خود جای داده‌است و ۱۱٫۵ درصد از مجموع جنایات گزارش شده علیه زنان را به خود اختصاص داده‌است. ۶۵ درصد از مردان هندی معتقدند که زنان باید خشونت را تحمل کنند تا خانواده را حفظ کنند، و زنان گاهی اوقات مستحق ضرب و شتم هستند. در ژانویه ۲۰۱۱، پرسشنامه بین‌المللی مردان و برابری جنسیتی (IMAGES) گزارش داد که ۲۴ درصد از مردان هندی در مقطعی از زندگی خود مرتکب خشونت جنسی شده‌اند. به دست آوردن آمار دقیق در مورد میزان وقوع موارد بسیار دشوار است، زیرا تعداد زیادی از موارد گزارش نشده‌است. این تا حد زیادی به دلیل تهدید به تمسخر یا شرم از جانب خبرنگار بالقوه، و همچنین فشار بسیار زیاد برای آسیب نرساندن به شرافت خانواده است. به دلایل مشابه، افسران مجری قانون انگیزه بیشتری برای پذیرش پیشنهادات رشوه از خانواده متهم یا شاید از ترس عواقب شدیدتری مانند قتل‌های ناموسی دارند.
پلیس تلانگانا برای مبارزه با خشونت و سایر سوء استفاده‌ها علیه زنان، تیم‌های واکنش سریع را برای تمرکز بر ایمنی زنان ایجاد کرده‌است.

## قتل‌ها

#### قتل بر سر مهریه
مرگ مهریه قتل یا خودکشی زن متأهل بر اثر اختلاف بر سر مهریه اوست. در برخی موارد، زن و شوهر از طریق آزار و اذیت و شکنجه مستمر که گاهی منجر به خودکشی زوجه یا مبادله هدایا، پول یا اموال در ازدواج دختر خانواده می‌شود، اقدام به اخاذی مهریه بیشتر می‌کنند.
اکثر این خودکشی‌ها از طریق حلق آویز کردن، مسمومیت یا خودسوزی انجام می‌شود. هنگامی که مردن مهریه با آتش زدن زن انجام شود به آن عروس سوزی می‌گویند. قتل عروس سوزان اغلب طوری تنظیم می‌شود که به نظر یک خودکشی یا تصادف باشد، گاهی اوقات با آتش زدن زن به گونه ای که به نظر می‌رسد هنگام پختن در اجاق نفت سفید آتش گرفته‌است. جهیزیه در هند غیرقانونی است، اما دادن هدایای گران‌قیمت به داماد و اقوامش در عروسی‌هایی که توسط خانواده عروس برگزار می‌شود، همچنان رایج است.
در اوتار پرادش، ۲۲۴۴ مورد گزارش شده‌است که ۲۷٫۳ درصد از مرگ و میر مهریه در سراسر کشور را تشکیل می‌دهد. در بیهار، ۱۲۷۵ مورد گزارش شده‌است که ۱۵٫۵ درصد موارد را در سراسر کشور تشکیل می‌دهد.
حوادث فوت مهریه از سال ۲۰۱۱ تا ۲۰۱۲ حدود ۴٫۵ درصد کاهش داشته‌است.
در سال ۲۰۱۸، سالانه ۵۰۰۰ فوت مهریه ثبت شد.

#### قتل ناموسی
قتل ناموسی به قتل یکی از اعضای خانواده گفته می‌شود که باعث آبروریزی و ننگ خانواده می‌شود. نمونه‌هایی از دلایل قتل‌های ناموسی عبارتند از: امتناع از ازدواج، ارتکاب زنا، انتخاب شریکی که خانواده او را قبول ندارد و قربانی تجاوز جنسی.
شوراهای کاست روستایی یا پانچایات خاپ در مناطق خاصی از هند به‌طور منظم برای افرادی که از دستورات خود در مورد کاست یا گوترا پیروی نمی‌کنند، احکام اعدام صادر می‌کنند. گروه داوطلب معروف به کماندوهای عشق از دهلی، خط کمکی را برای نجات زوج‌هایی که به خاطر ازدواج در خارج از خطوط کاست از خشونت می‌ترسند، راه‌اندازی می‌کند.
برجسته‌ترین مناطقی که قتل‌های ناموسی در هند رخ می‌دهد، مناطق شمالی هستند. قتل‌های ناموسی به ویژه در هاریانا، بیهار، اوتار پرادش، راجستان، جارکند، هیماچال پرادش و مادیا پرادش دیده می‌شود. قتل‌های ناموسی به‌طور قابل توجهی در برخی از ایالت‌های هند افزایش یافته‌است که منجر به این شد که دادگاه عالی هند در ژوئن ۲۰۱۰ اخطاریه‌هایی را برای دولت مرکزی هند و شش ایالت صادر کرد تا اقدامات پیشگیرانه علیه قتل‌های ناموسی انجام دهند.
قتل‌های ناموسی می‌تواند بسیار خشن باشد. به عنوان مثال، در ژوئن ۲۰۱۲، پدری سر دختر ۲۰ ساله‌اش را با شمشیر از تن جدا کرد. قتل‌های ناموسی نیز می‌تواند آشکارا توسط روستاییان محلی و روستاییان همسایه مورد حمایت قرار گیرد. این اتفاق در سپتامبر ۲۰۱۳ رخ داد، زمانی که یک زوج جوان که پس از یک رابطه عاشقانه با یکدیگر ازدواج کرده بودند، به طرز فجیعی به قتل رسیدند.

#### قتل به اتهام جادوگری
قتل زنان متهم به جادوگری هنوز در هند اتفاق می‌افتد. زنان فقیر، بیوه‌ها و زنان طبقات پایین‌تر در معرض خطر چنین قتل‌هایی هستند.

#### نوزادکشی دختر و سقط جنین به خاطر جنسیت جنین
نوزادکشی دختر به قتل انتخابی یک نوزاد دختر یا از بین بردن جنین دختر از طریق سقط جنین انتخابی گفته می‌شود. در هند، انگیزه ای برای داشتن یک پسر وجود دارد، زیرا آنها در دوران پیری به خانواده امنیت می‌دهند و می‌توانند برای پدر و مادر و اجداد متوفی تشریفات انجام دهند. در مقابل، دختران بار اجتماعی و اقتصادی محسوب می‌شوند. مصداق آن مهریه است. ترس از ناتوانی در پرداخت مهریه قابل قبول و طرد شدن از نظر اجتماعی می‌تواند منجر به نوزادکشی دختر در خانواده‌های فقیرتر شود.
فناوری پزشکی مدرن اجازه داده‌است که جنسیت کودک در حالی که کودک هنوز جنین است تعیین شود. هنگامی که این روش‌های مدرن تشخیصی قبل از تولد جنسیت جنین را مشخص می‌کند، خانواده‌ها می‌توانند تصمیم بگیرند که آیا مایل به پایان خودخواسته بارداری بر اساس جنسیت هستند یا خیر. یک مطالعه نشان داد که ۷۹۹۷ از ۸۰۰۰ سقط جنین دختر بوده‌است.
قانون تکنیک‌های تشخیصی پیش از بارداری و پیش از تولد در سال ۱۹۹۴ (قانون PCPNDT 1994) در سال ۲۰۰۳ به منظور هدف قرار دادن متخصصان پزشکی اصلاح شد. این قانون به دلیل عدم اجرا ثابت شده‌است. در مجموع از سال ۱۹۸۰ تا ۲۰۱۰ تعداد سقط جنین‌های انتخابی جنسی ۴٫۲ تا ۱۲٫۱ میلیون نفر بوده‌است. تعداد سقط جنین‌های جنسی در دهه ۱۹۹۰ نسبت به دهه ۲۰۰۰ افزایش بیشتری داشت. خانواده‌های فقیرتر مسئول نسبت بیشتری از سقط جنین نسبت به خانواده‌های ثروتمندتر هستند. به‌طور قابل توجهی سقط جنین در مناطق روستایی در مقایسه با مناطق شهری زمانی که اولین فرزند دختر است رخ می‌دهد.

## جرایم جنسی

#### تجاوز
هند به عنوان یکی از خطرناک‌ترین کشورهای جهان برای خشونت جنسی علیه زنان شناخته می‌شود. تجاوز جنسی یکی از رایج‌ترین جنایات در هند است. بر اساس گزارش اداره ملی ثبت جرم، هر ۲۰ دقیقه یک زن در هند مورد تجاوز جنسی قرار می‌گیرد. حوادث تجاوز جنسی گزارش شده از سال ۲۰۱۱ تا ۲۰۱۲ ۳ درصد افزایش یافته‌است. حوادث تجاوز جنسی گزارش شده ۴۶٫۸ درصد از ۲۶۸ مورد در سال ۲۰۱۱ به ۳۹۲ مورد در سال ۲۰۱۲ افزایش یافته‌است. علیرغم شیوع آن، تجاوز جنسی ۱۰٫۹ درصد از موارد گزارش شده خشونت علیه زنان در سال ۲۰۱۶ را تشکیل می‌دهد.
اگرچه گزارش‌های تجاوز جنسی بیشتر می‌شود، اما بسیاری از آنها گزارش نمی‌شوند یا پرونده‌های شکایت به دلیل به خطر افتادن ناموس خانوادگی پس گرفته می‌شوند.
افزایش توجه در رسانه‌ها و آگاهی در میان هندی‌ها و جهان خارج، هم توجه را به موضوع تجاوز جنسی در هند جلب می‌کند و هم به توانمندسازی زنان برای گزارش جنایت کمک می‌کند. پس از آنکه اخبار بین‌المللی تجاوز گروهی به یک دانش‌آموز ۲۳ ساله را در یک اتوبوس در حال حرکت در دهلی گزارش کرد افزایش قابل توجهی در تجاوزهای گزارش شده داشت. تعداد تجاوزهای گزارش شده از ۱۴۳ مورد گزارش شده در ژانویه تا مارس ۲۰۱۲ به ۳۵۹ مورد در طول سه ماه پس از تجاوز تقریباً دو برابر شده‌است. پس از پرونده تجاوز جنسی در دهلی، رسانه‌های هندی متعهد شدند که تک تک موارد تجاوز را گزارش کنند.